# Абалах (река)
Абалах — река в России, протекает по Верхневилюйскому улусу Якутии. Длина реки — 15 км.
Начинается южнее озера Белдигир к западу от села Быракан. Течёт на северо-восток по тайге между озёрами Дороху и Бере, затем — между Дяргыном и Сис-Кюелем. Впадает в Быракан слева на расстоянии 140 км от его устья.

## Данные водного реестра
По данным государственного водного реестра России относится к Ленскому бассейновому округу, водохозяйственный участок реки — Вилюй от впадения р. Марха до устья без р. Тюнг. Речной бассейн реки — Лена. Речной подбассейн — Вилюй.
Код объекта в государственном водном реестре — 18030800612117400024398.